# Kanton Homburg (Donnersberg)
Der Kanton Homburg (franz.: Canton de Homburg) war eine von acht Verwaltungseinheiten, in die sich das Arrondissement Zweibrücken (franz.: Arrondissement de Deux-Pont) im Departement Donnersberg (franz.: Département du Mont-Tonnerre) gliederte. Der Kanton war in den Jahren 1798 bis 1814 Teil der Französischen Republik (1798–1804) und des Napoleonischen Kaiserreichs (1804–1814). Hauptort (Chef-lieu) war die heutige Stadt Homburg.
Nachdem die Pfalz 1816 zum Königreich Bayern gekommen war, wurden die Kantone zunächst beibehalten und waren Teile der Verwaltungsstruktur bis 1852.
Das Verwaltungsgebiet lag hauptsächlich im heutigen Landkreis Südwestpfalz in Rheinland-Pfalz sowie auf dem Gebiet der Stadt Homburg im Saarland.

## Gemeinden und Mairies
Nach amtlichen Tabellen aus den Jahren 1798 und 1811 gehörten zum Kanton Homburg folgende Gemeinden, die verwaltungsmäßig Mairies zugeteilt waren (Ortsnamen in der damaligen Schreibweise); die Einwohnerzahlen (Spalte „EW 1815“) sind einer Statistik von 1815 entnommen; die Spalte „vor 1792 zugehörig“ nennt die landesherrliche Zugehörigkeit vor der französischen Inbesitznahme.
| Gemeinde                                 | Mairie         | EW 1815 | vor 1792 zugehörig   | Anmerkungen                                                    |
| ---------------------------------------- | -------------- | ------- | -------------------- | -------------------------------------------------------------- |
| Bechhofen                                | Homburg        | 261     | Pfalz-Zweibrücken    |                                                                |
| Beeden, Schwarzenacker und Schwarzenbach | Homburg        | 126     | Pfalz-Zweibrücken    | seit 1913 bzw. Schwarzenacker seit 1974 Stadtteile von Homburg |
| Biedershausen                            | Großbundenbach | 280     | Pfalz-Zweibrücken    |                                                                |
| Erbach und Reiskirchen                   | Homburg        | 615     | Pfalz-Zweibrücken    | seit 1936 Stadtteile von Homburg                               |
| Großbundenbach                           | Großbundenbach | 370     | Pfalz-Zweibrücken    |                                                                |
| Homburg                                  | Homburg        | 2.157   | Pfalz-Zweibrücken    | die heutige Innenstadt von Homburg                             |
| Käshofen                                 | Käshofen       | 345     | Pfalz-Zweibrücken    |                                                                |
| Kirrberg                                 | Homburg        | 280     | Pfalz-Zweibrücken    | seit 1974 Stadtteil von Homburg                                |
| Kleinbundenbach                          | Großbundenbach | 280     | Pfalz-Zweibrücken    |                                                                |
| Krähenberg                               | Käshofen       | 224     | Pfalz-Zweibrücken    |                                                                |
| Lambsborn                                | Lambsborn      | 330     | Pfalz-Zweibrücken    |                                                                |
| Langwieden                               | Lambsborn      | 130     | Herrschaft Sickingen |                                                                |
| Martinshöhe                              | Lambsborn      | 550     | Herrschaft Sickingen |                                                                |
| Mörsbach                                 | Großbundenbach | 365     | Pfalz-Zweibrücken    | seit 1972 Stadtteil von Zweibrücken                            |
| Rosenkopf                                | Käshofen       | 105     | Pfalz-Zweibrücken    |                                                                |
| Wiesbach                                 | Käshofen       | 395     | Pfalz-Zweibrücken    |                                                                |

## Geschichte
Vor der Besetzung des Linken Rheinufers im Ersten Koalitionskrieg (1794) gehörten die Ortschaften des im Jahre 1798 eingerichteten Verwaltungsbezirks des Kantons Homburg beinahe vollständig zum Herzogtum Pfalz-Zweibrücken; zwei Orte waren reichsritterschaftliche Besitzungen der Grafen von Sickingen.
Von der französischen Direktorialregierung wurde 1798 die Verwaltung des Linken Rheinufers nach französischem Vorbild reorganisiert und damit u. a. eine Einteilung in Kantone übernommen. Die Kantone waren zugleich Friedensgerichtsbezirke. Der Kanton Homburg gehörte zum Arrondissement Zweibrücken im Departement Donnersberg. Der Kanton war in vier Mairies und 16 Gemeinden eingeteilt. Um das Jahr 1801 lebten im Kanton 5.953 Einwohner, davon 2.824 Katholiken, 3.119 Protestanten und 10 Juden.
Nachdem im Januar 1814 die Alliierten das Linke Rheinufer wieder in Besitz gebracht hatten, wurde im Februar 1814 das Departement Donnersberg und damit auch der Kanton Homburg Teil des provisorischen Generalgouvernements Mittelrhein. Nach dem Pariser Frieden vom Mai 1814 wurde dieses Generalgouvernement im Juni 1814 aufgeteilt, das Departement Donnersberg wurde der neu gebildeten Gemeinschaftlichen Landes-Administrations-Kommission zugeordnet, die unter der Verwaltung von Österreich und Bayern stand.

## Bayerischer Kanton Homburg
Aufgrund der auf dem Wiener Kongress getroffenen Vereinbarungen kam das Gebiet im Juni 1815 zu Österreich. Die gemeinschaftliche österreichisch-bayerische Verwaltung wurde vorerst beibehalten. Am 14. April 1816 wurde zwischen Österreich und Bayern ein Staatsvertrag geschlossen, in dem ein Austausch verschiedener Staatsgebiete vereinbart wurde. Hierbei wurden die linksrheinischen österreichischen Gebiete zum 1. Mai 1816 an das Königreich Bayern abgetreten.
Der Bayerische Kanton Homburg gehörte im neu geschaffenen Rheinkreis zu dem aus dem vorherigen Arrondissement gebildeten Bezirk Zweibrücken. Nach der Untergliederung der Bezirke in Landkommissariate (1818) gehörte der Kanton Homburg zum gleichnamigen Landkommissariat, dem auch die Kantone Landstuhl und Waldmohr angehörten. In einer 1837 erstellten Statistik zählte der Kanton Homburg 16 Gemeinden mit einer Bevölkerung von 9.633 Einwohnern, davon 4.198 Katholiken, 5.222 Protestanten, 189 Juden und 24 Mennoniten. 1852 wurde der Kanton Homburg, so wie alle Kantone in der Pfalz, in eine Distriktsgemeinde umgewandelt.